# 39 Bootis
Désignations
39 Bootis est une étoile triple de la constellation du Bouvier, située à 224 années-lumière de la Terre.